# Francisco Javier Luke Bermúdez
Francisco Javier Luke Bermúdez (Baracaldo, 20 de febrero de 1968), conocido por Javi Luke, es un exfutbolista español que jugaba como delantero. Jugó 101 partidos con el Athletic Club entre 1990 y 1995.

## Trayectoria
Luke comenzó a jugar al fútbol en el equipo de su barrio, el Retuerto Sport.En 1986 se marchó al CD Santurtzi, donde jugó tres temporadas en Tercera División. En la temporada 1989-1990 destacó en el Sestao Sport, en Segunda División, disputando 34 partidos y marcando ocho goles. Su gran rendimiento le sirvió para fichar por el Athletic Club de cara a la temporada 1990-91. El club bilbaíno pagó 15 millones de pesetas.
En su primera campaña fue segundo máximo goleador liguero del equipo, por detrás de Ernesto Valverde, con siete tantos a pesar de haber empezado a jugar en noviembre. De hecho, en sus dos primeros encuentros ligueros anotó el tanto del triunfo frente al Cádiz (1-0) y la Real Sociedad (0-1). En la segunda vuelta también fue verdugo de ambos clubes. En 1991, Luke consiguió anotar seis goles en la Copa del Rey 1991-92 así como otros tantos en Liga, todos ellos en jornadas disputadas como local en San Mamés. En la temporada 1993-1994 fue cedido al C. A. Osasuna, regresando finalmente de nuevo al Athletic Club durante la temporada 1994-95.
Luke era conocido por los aficionados del Athletic como un joven revulsivo al que apodaban "el chico Coca-Cola", debido a que cada vez que saltaba al campo, lo revolucionaba. Uno de los grandes momentos en la carrera de Luke como jugador del Athletic fue el gol que marcó ante la Real Sociedad en Atocha en 1990, dejando el marcador a 0-1 y dando la victoria a los rojiblancos. También fue muy sonado por la celebración del entrenador por aquel entonces, Javier Clemente, quien mostró su gran alegría con un baile desde el banquillo.
En 1995 fichó por el Albacete Balompié en Primera División. Se marchó como cedido a la UD Almería, regresando al Albacete Balompié durante la temporada 1996-1997. En verano de 1997 fichó por el Burgos CF. Su última temporada como futbolista la disputó en el Barakaldo CF, el club de su pueblo. 
Durante las temporadas 2008-2009 y 2010-2011, el barakaldés jugó con los veteranos en la Liga Indoor defendiendo los colores del Athletic Club. 
El Retuerto Sport de Barakaldo, el equipo en el que Luke dio sus primeros pasos, organiza anualmente un torneo prebenjamín con varios equipos de pueblos vecinos. Este torneo ha adoptado el nombre de "Javier Luke".

## Clubes
| Club                     | País   | Año       |
| ------------------------ | ------ | --------- |
| Retuerto Sport           | España | 1985-1986 |
| Club Deportivo Santurtzi | España | 1986-1989 |
| Sestao Sport Club        | España | 1989-1990 |
| Athletic Club            | España | 1990-1995 |
| CA Osasuna (cedido)      | España | 1993-1994 |
| Albacete Balompié        | España | 1995-1997 |
| UD Almería (cedido)      | España | 1995-1996 |
| Burgos CF                | España | 1997-1999 |
| Barakaldo CF             | España | 1999-2000 |